# Station Maulusmühle
Station Maulusmühle (Luxemburgs: Gare Maulesmillen) was een treinstation in Maulusmühle, een plaats in de gemeente Wincrange in het noorden van het Groothertogdom Luxemburg. Het is sinds 14 december 2014 een spookstation.
Het station ligt aan lijn 1, Luxemburg - Troisvierges. Het wordt beheerd door de Luxemburgse vervoerder CFL. Het station had weinig reizigers, maar was wel belangrijk voor het woon- en werkverkeer van enkele buurtschappen in de buurt. De enige trein die het station bediende was de binnenlandse IR-trein Luxemburg - Troisvierges v.v. van de CFL. De internationale sneltrein Luxemburg - Luik v.v. sloeg het station over. Sinds 14 december 2014, de dag waarop de dienstregeling 2015 van kracht werd, zijn de IC/RE-treinen (voorheen IR) op de CFL Lijn 1 verdubbeld (elk half uur een trein). In verband met de hierdoor ontstane extra passeerpunten en -tijden en het enkelsporige traject tussen Troisvierges en Clervaux, is ervoor gekozen het station Maulusmühle niet meer te bedienen. Het station zelf is ook enkelsporig, dus passeren zou immers ook hier niet mogelijk zijn.
CFL Lijn 1:
Luxemburg · Pfaffenthal-Kirchberg · Dommeldange · Walferdange · Heisdorf · Lorentzweiler · Lintgen · Mersch · Cruchten · Colmar-Berg · Schieren · Ettelbruck · Michelau · Goebelsmühle · Kautenbach · Wilwerwiltz · Drauffelt · Clervaux · Maulusmühle · Troisvierges · Bellain

CFL Lijn 1a: Ettelbruck · Diekirch

CFL Lijn 1b: Kautenbach · Merkholtz · Paradiso · Wiltz · Winseler · Schleif · Schimpach-Wampach
Zie ook: CFL Lijn 2 · CFL Lijn 3 · CFL Lijn 4 · CFL Lijn 5 · CFL Lijn 6 · CFL Lijn 6a · CFL Lijn 6b · CFL Lijn 6c · CFL Lijn 7